# Du rire aux larmes
Du rire aux larmes è un cortometraggio del 1917 diretto da Gaston Ravel.

## Distribuzione
- Presentato il 5 marzo 1917, uscito il 23 marzo 1917